# RTON Góra Chełmska
RTON Góra Chełmska – Radiowo-Telewizyjny Ośrodek Nadawczy z masztem o wysokości 95 m. Znajduje się w Koszalinie, usytuowana jest na Górze Chełmskiej, przy ul. Słupskiej 14. Właścicielem obiektu jest EmiTel sp. z o.o.
20 maja 2013 roku została zakończona emisja programów telewizji analogowej. Tego samego dnia rozpoczęto nadawanie sygnału trzeciego multipleksu w ramach naziemnej telewizji cyfrowej.

## Parametry
- Wysokość posadowienia podpory anteny: 105 m n.p.m.[3]
- Wysokość zawieszenia systemów antenowych: radio: 46, 66, 76, 87, TV: 64, 80 m n.p.t.[3]

## Transmitowane programy

### Programy telewizyjne - cyfrowe
| Nazwa multipleksu | Częstotliwość | Kanał | Moc nadajnika | Polaryzacja | Kompresja |
| ----------------- | ------------- | ----- | ------------- | ----------- | --------- |
| MUX 3             | 786 MHz       | 60    | 3,5 kW        | pozioma     | MPEG-4    |
| MUX 4             | 642 MHz       | 42    | 5 kW          | pozioma     | MPEG-4    |

### Programy radiowe – cyfrowe
| Skład multipleksu | Częstotliwość | Kanał | Moc nadajnika | Polaryzacja | Kierunkowość | Kompresja      |
| --- | ------------- | ----- | ------------- | ----------- | ------------ | -------------- |
| DAB+ - Polskie Radio Program I - Polskie Radio Program II - Polskie Radio Program III - Czwórka - Radio Poland - Program IV Polskie Radio 24 - Polskie Radio Chopin - Polskie Radio Dzieciom - Radio Koszalin - Radio Słupsk | 218,640 MHz   | 11B   | 3,2 kW        | pionowa     | kierunkowa   | AAC/AAC+/AAC++ |

### Programy radiowe
| LP | Program                     | Właściciel                    | Częstotliwość | Moc nadajnika | Polaryzacja |
| -- | --------------------------- | ----------------------------- | ------------- | ------------- | ----------- |
| 1  | Radio Zet                   | Radio ZET Sp. z o.o.          | 88,70 MHz     | 1 kW          | pionowa     |
| 2  | Program IV Polskie Radio 24 | Polskie Radio S.A.            | 92,80 MHz     | 0,30 kW       | pionowa     |
| 3  | RMF Maxxx Pomorze           | Vigor Media Sp. z o.o.        | 99,70 MHz     | 1 kW          | pionowa     |
| 4  | RMF FM                      | Radio Muzyka Fakty Sp. z o.o. | 104,90 MHz    | 1 kW          | pionowa     |
| 5  | Antyradio                   | Radiostacja Sp. z o.o.        | 106,90 MHz    | 0,10 kW       | pionowa     |

## Nienadawane analogowe programy telewizyjne
Programy telewizji analogowej wyłączone 20 maja 2013 r.
| LP | Program                 | Właściciel                                 | Częstotliwość | Kanał | Moc nadajnika | Polaryzacja |
| -- | ----------------------- | ------------------------------------------ | ------------- | ----- | ------------- | ----------- |
| 1  | TVP1                    | Telewizja Polska S.A.                      | 599,25 MHz    | 37    | 0,2 kW        | pozioma     |
| 2  | TVP2                    | Telewizja Polska S.A.                      | 471,25 MHz    | 21    | 0,5 kW        | pozioma     |
| 3  | TVP Info / TVP Szczecin | Telewizja Polska S.A. Oddział w Szczecinie | 215,25 MHz    | 11    | 0,5 kW        | pozioma     |